# Robert Pickton
Robert Pickton (Port Coquitlam in Brits-Columbia, 24 oktober 1949 – Quebec, 31 mei 2024) was een Canadese seriemoordenaar en varkensboer die veroordeeld is voor zes moorden op prostituees. Hij werd in 2002 gearresteerd en zou de moorden tussen 1991 en zijn arrestatie gepleegd hebben. Pickton bekende aan een undercoveragent dat hij 49 vrouwen vermoord had en nog één moord had willen plegen om een mooi rond getal te bereiken. Na een tijd rust zou hij vervolgens nog 25 vrouwen om willen brengen.
Pickton's varkensboerderij stond in Port Coquitlam, ten oosten van Vancouver. Op zondag 9 december 2007 werd hij tot levenslang veroordeeld.
Pickton werd op 19 mei 2024 door een medegevangene neergestoken in de gevangenis. Hij overleed op 31 mei 2024 aan zijn verwondingen, hij was 74 jaar oud.